# TSR Jaworzyna Krynicka
TSR Jaworzyna Krynicka – telewizyjna stacja retransmisyjna z wieżą o wysokości 44 m, zlokalizowana na szczycie Jaworzyny Krynickiej w pobliżu Krynicy-Zdroju. 22 kwietnia 2013 została zakończona emisja programów telewizji analogowej. Tego samego dnia rozpoczęto nadawanie sygnału trzeciego multipleksu w ramach naziemnej telewizji cyfrowej.

## Transmitowane programy

### Programy telewizyjne – cyfrowe
| Nazwa multipleksu | Częstotliwość | Kanał | Moc promieniowana nadajnika | Polaryzacja | Kompresja wizji | Zamierzona charakterystyka promieniowania |
| ----------------- | ------------- | ----- | --------------------------- | ----------- | --------------- | ----------------------------------------- |
| MUX 3             | 578 MHz       | 34    | 2 kW                        | pozioma     | MPEG-4 AVC      | dookólna (ND)                             |

### Programy radiowe
| LP | Program                  | Właściciel                                                           | Częstotliwość | Moc nadajnika | Polaryzacja |
| -- | ------------------------ | -------------------------------------------------------------------- | ------------- | ------------- | ----------- |
| 1  | RDN Małopolska           | Diecezja Tarnowska                                                   | 88,3 MHz      | 0,50 kW       | pozioma     |
| 2  | Polskie Radio Program II | Polskie Radio S.A.                                                   | 89,6 MHz      | 0,10 kW       | pozioma     |
| 3  | Radio Maryja             | Prowincja Warszawska Zgromadzenia O.O. Redemptorystów                | 93,1 MHz      | 1,00 kW       | pozioma     |
| 4  | Polskie Radio 24         | Polskie Radio S.A.                                                   | 98,4 MHz      | 1,00 kW       | pozioma     |
| 5  | Radio Kraków             | Polskie Radio - Regionalna Rozgłośnia w Krakowie "Radio Kraków" S.A. | 102,1 MHz     | 1,00 kW       | pozioma     |
| 6  | Polskie Radio Program I  | Polskie Radio S.A.                                                   | 106,4 MHz     | 1,00 kW       | pozioma     |

## Nienadawane analogowe programy telewizyjne
| LP | Program | Właściciel            | Częstotliwość | Kanał | Moc nadajnika | Polaryzacja | Data wyłączenia nadajnika |
| -- | ------- | --------------------- | ------------- | ----- | ------------- | ----------- | ------------------------- |
| 1  | TVP1    | Telewizja Polska S.A. | 631,25 MHz    | 41    | 0,20 kW       | pozioma     | 22 kwietnia 2013          |
| 2  | TVP2    | Telewizja Polska S.A. | 719,25 MHz    | 52    | 0,25 kW       | pozioma     | 22 kwietnia 2013          |